# 女神号・慈海
女神号・慈海（めがみごう・じかい）は、かつて池島（長崎県長崎市池島町）に存在した炭鉱・池島炭鉱で使用されていた列車（高速人車）である。
蓄電池機関車2両と客車（人車）4両によるプッシュプル編成が組まれ、坑内用蓄電池列車としては世界最速の50km/hと言う性能を有していた。女神号慈海と表記する資料も存在する。

## 概要
池島の南沖合の海底下を採掘対象区域とする池島炭鉱では、採掘現場の奥部化に伴い、稼働時間の確保のための輸送システムの効率化や移動時間の短縮が長年の課題であった。
1993年の時点で、空気ブレーキを搭載した10t蓄電池機関車が牽引する客車列車（水平人車）による、最高速度25km/h・片道所要時間18分運転が実施されていたが、更なる稼働時間の確保のため、翌1994年に「水平人車高速化50Km/hプロジェクト」を発足させた。そして後述する線路など施設の改良工事と合わせ、ドイツから輸入されたのが、「女神号・慈海」と名付けられた列車である。
両端に連結される片運転台の蓄電池機関車には62kwの三相交流誘導電動機が搭載され、IGBTを半導体素子に持つVVVFインバータが制御装置に用いられており、回生電力による2基の蓄電池への充電も行われる。総括制御に対応しており、運転台には編成内の車両に関するセンサー情報が表示される液晶モニタが設置されている。また車両の力行・停止は運転台にあるマスターコントロール・レバーによって制御され、力行時に踏み込む必要があるフットスイッチや緊急停止ボタンなどの安全装置も備わっている。
中間に連結される4両の人車は6区画のコンパートメントで構成されており、それぞれのコンパートには左右双方に乗降用のスライドドアが設置されている。車体は積層アルミニウム製で、ボギー台車の改良と併せて乗り心地と遮音性、防振性の向上を実現させている。また編成内の1両は、緊急時に担架が運べるよう、スライドドアのパネルを上部に跳ね上げることが可能な構造となっている。
脱線を防ぐため、機関車・人車共に石炭技術研究所との共同研究により開発された車両動揺指示計が搭載され、設定値を上回る車両の動揺を感知すると自動的に速度の半減、もしくは停止が行われるようになっている。
なお、女神号慈海導入に合わせて、列車運行監視制御装置や信号と連動する電動ポイントの設置など施設の強化も行われ、特に走行区間のロングレール化や道床サイズの大型化、枕木密度の向上、レールの固定強度の強化などの改良工事は2年半にも及んだ。また高速運転を実現させるため、走行区間は他の列車などと分離した線路を使用する事となった。

## 運行
1996年11月25日から運用を開始し、海抜-650mにある坑道内にある第一人車停留所 - 南水平人車停留所（距離5.5km）間で1日19往復が運行された。当初の営業速度は45km/hであったが、試運転時には最高時速50km/hを記録し、片道所要時間はそれまでの18分から12分と6分短縮された。愛称の「女神号・慈海」は社内公募によって選ばれたもので、第二立坑の坑道事務所前にある女神像「慈海」が由来となった。
だが、海外の安価な石炭との競争に圧された事に加え、2000年2月に起きた坑内火災が影響し出炭量が激減し、池島炭鉱を運営していた松島炭鉱は、同年3月期の決算で約54億円もの債務超過に陥った。更に2000年度をもって国内炭鉱を支援していた石炭鉱業調整臨時措置法が打ち切られる事により、炭鉱存続は困難と判断され、池島炭鉱は2001年11月29日をもって閉山となった。これにより「女神号・慈海」も僅か5年で引退した。
閉山以降は1編成が池島炭鉱跡に、もう1編成が大牟田市石炭産業科学館に保存されている。

## 参考資料
- 野田和俊「世界最速の坑内用列車」『鉄道ファン』第38巻第5号、交友社、1998年5月、114-115頁。

- 廣元 一夫, 入江 隆, 村上 雅秀, 高橋 健 (1997-10-25). “池島炭鉱における炭鉱技術の動向”. 資源と素材 (法人資源・素材学会) 113 (10):  750-753. doi:10.2473/shigentosozai.113.750. ISSN 0916-1740.

- 宮野 久, 佐藤 幸次 (1993-9-25). “高速水平人車の導入について”. 資源と素材 (法人資源・素材学会) 109 (9):  663-666. doi:10.2473/shigentosozai.109.663. ISSN 0916-1740.